# بورتانیماخی
بورتانیماخی (به لاتین: Burtanimakhi) یک منطقهٔ مسکونی در روسیه است که در شهرستان لواشینسکی واقع شده‌است.